# Csabai-Wágner József
Csabai-Wágner József (eredeti neve: Wagner József) (Mezőberény, 1888. május 27. – Mezőtúr, 1967. június 6.) magyar festőművész, építész, pedagógus.

## Életpályája
Szülei Wagner József építész (1861–1917) és Wagner Zsuzsa voltak. A középiskolát Békéscsabán és Kolozsváron végezte el. Építészmérnöki diplomát szerzett az első világháború előtt a budapesti Királyi József Műegyetemen. Az 1910-es évek végén már sokat rajzolt és festett. Katonai szolgálatát Innsbruckban kezdte. Az első világháború kitörésekor a szerb, majd orosz harctérre ment, ahol több csatában is részt vett. 1914-ben megbetegedett; segédszolgálatos lett. Tartalékos főhadnagyi rangban szerelt le. 1920–1922 között a Képzőművészeti Főiskolán tanult, ahol Balló Ede volt a mestere. Az 1920-as évek második felében Olaszországban és Németországban volt tanulmányúton. Először Békéscsabán, majd Budapesten telepedett le. Az 1940-es évek végén Mezőtúrra költözött felesége, Dobos Rozália szülővárosába. Itt alkotómunkája mellett tanárként is dolgozott: a mezőgazdasági technikumban és a Városi Művelődési Otthon képzőművészeti körében.

## Munkássága

### Építészet
1909-ben tervei és kivitelezése alapján készült el a békéscsabai Fiume szálloda restaurálása. 1912 őszén Spiegel Frigyes és Englerth Károly építészek tervei szerint, az ő kivitelezésében készült el a Békéscsabai Jókai Színház. 1918–1919 között – az I. világháború után – szintén a megyeszékhelyen a Kereskedelmi Bank székházát tervezte meg.

### Képzőművészet
Fontos szerepe volt Mezőtúr és Békés megye képzőművészeti életének szervezésében valamint a helyi néprajzi gyűjtésben. Művészetének témája a természet szépsége volt. Nagyon erősen kötődött a Mezőtúr környéki részletekhez. Műveit – melyek többségükben pasztellek, rajzok – derűs hangvétel, élénk színvilág, harmonikus kompozíció jellemzi. Az életöröm és a természethez kötődő csendes, szemlélődő derű hirdetője volt.

## Kiállításai

### Egyéni
- 1946, 1964 Mezőtúr
- 1965, 1986, 1988 Békéscsaba
- 1987 Szolnok (emlékkiállítás)

### Válogatott, csoportos
- 1932 Velence
- 1940–1943, 1946 Budapest
- 1961–1964 Szolnok
- 1968 Békéscsaba

## Művei
- Facsoport (1960)
- Hagymatisztítók (1960)
- Tisza-parti fák (1962)

## Díjai
- Békéscsaba Városi Díja (1920)
- a Magyar Akvarell- és Pasztellfestők Egyesülete díja (1940)[4]
- Halmos Izidor életkép-díj (1943)[4]

## Emlékezete
- 1987-ben emlékkiállítása volt Szolnokon.
- 1988-ban Békéscsabán volt emlékkiállítása.
- Mezőtúron utcát neveztek el róla.
- 2013-ban, Mezőtúron, felavatták a Csabai Wagner József-emléktermet az MMKI Kossuth Lajos Általános és Magyar-Angol Két Tanítási Nyelvű Iskolában.
- Mezőtúri házán domborműves emléktábla található.

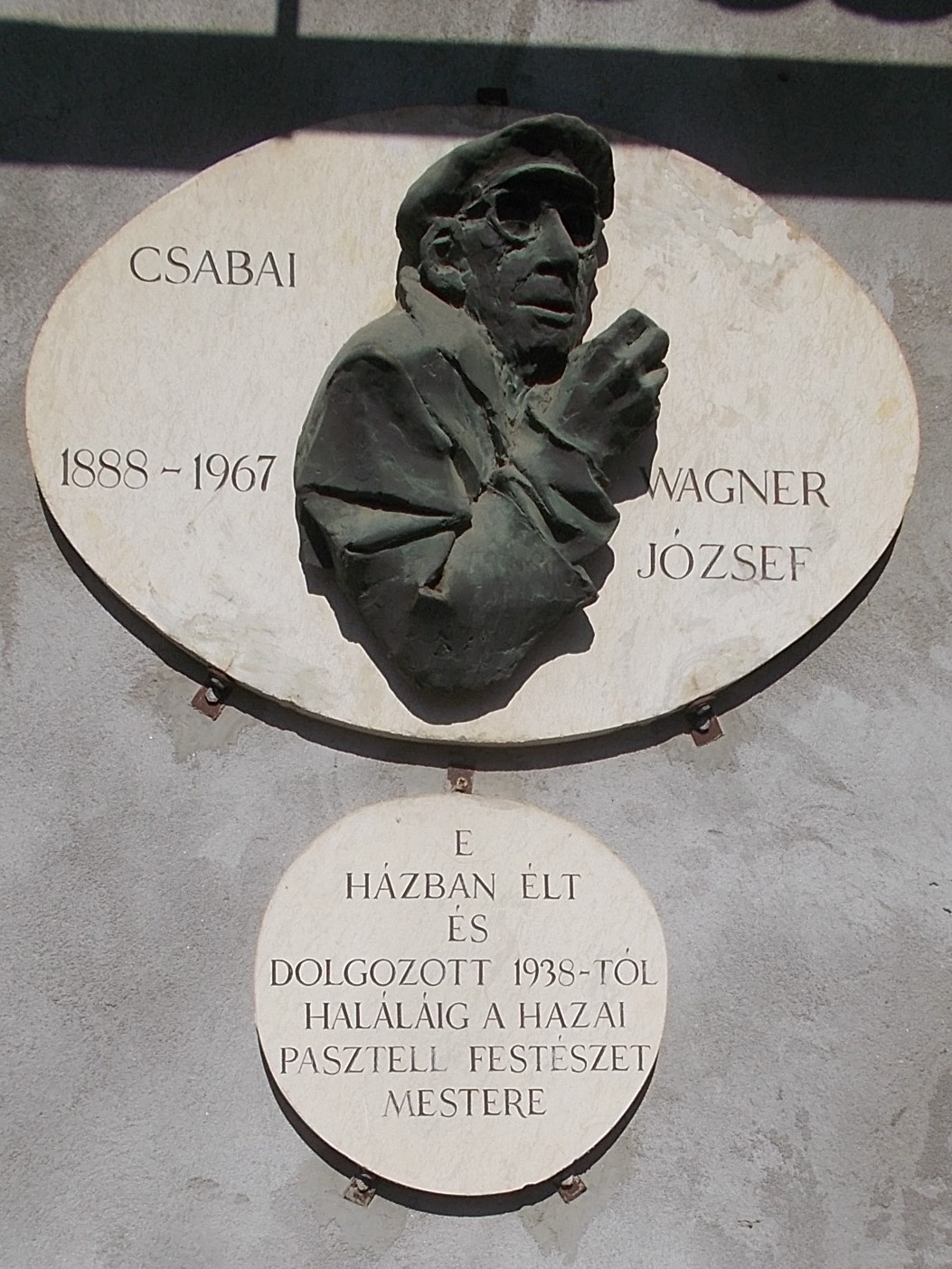
Csabai Wagner József-lakóház. Csabai Wagner József festő domborműves emléktáblája (Borbás Tibor, 1989) egykori lakóháza homlokzatán. [1] – Mezőtúr, Rákóczi Ferenc út 43., Gárdonyi Géza utca